# The Bamboo Blonde
Pour plus de détails, voir Fiche technique et Distribution.
The Bamboo Blonde est un film américain réalisé par Anthony Mann, sorti en 1946.

## Synopsis
Eddie Clark raconte comment est née sa société "Bamboo Blonde". Pendant la guerre, le lieutenant Patrick Ransom, Jr. se rend au club d'Eddie à New York avec l'équipage de son bombardier. Pat, le fils d'un riche Pennsylvanien, y rencontre la chanteuse Louise Anderson et dîne avec elle. Officiellement fiancé à Eileen Sawyer, une jeune femme snob, Pat est attiré par le côté terre-à-terre de Louise. Louise accompagne Pat à l'aéroport. Avant d'embarquer avec son équipage pour le Pacifique sud, Pat demande à Louise de prendre une photo d'elle et la garde en souvenir. À Saipan, Pat est l'objet de moqueries de la part de son équipage à propos de sa "petite amie", mais il est trop embarrassé pour avouer qu'il ne connaît pas son nom. Comme le bombardier n'arrive plus comme auparavant à abattre des avions ennemis, l'équipage décide d'utiliser la photographie de Louise comme modèle d'une figure peinte sur leur avion. Ensuite, leurs succès lors des batailles fait se porter l'attention sur le portrait, surnommé "Bamboo Blonde". À New York, Eddie commence à profiter de cette célébrité en promouvant Louise comme la véritable "Bamboo Blonde".
Un peu plus tard, Pat et son équipage sont renvoyés à New York pour faire une tournée de promotion au bénéfice des obligations de guerre. Alors que les retrouvailles de Pat et Louise sont couvertes par la presse comme un événement national, Eileen décide de reprendre Pat à Louise et menace de rendre public leurs fiançailles. 
Finalement Pat et Louise se fianceront malgré les efforts d'Eileen pour contrecarrer cette union.

## Fiche technique
- Titre original : The Bamboo Blonde
- Réalisation : Anthony Mann
- Scénario : Olive Cooper, Lawrence Kimble, d'après la nouvelle Chicago Lulu de Wayne Whittaker
- Direction artistique : Lucius O. Croxton, Albert S. D'Agostino
- Décors : Darrell Silvera
- Costumes : Renié
- Photographie : Frank Redman
- Son : Jean L. Speak, Earl B. Mounce
- Montage : Les Millbrook
- Direction musicale : Constantin Bakaleinikoff
- Chorégraphie  : Charles O'Curran
- Production : Herman Schlom
- Production exécutive : Sid Rogell
- Société de production : RKO Radio Pictures
- Société de distribution : RKO Radio Pictures
- Pays de production :  États-Unis
- Langue originale : anglais
- Format : noir et blanc — 35 mm — 1,37:1 — son Mono (RCA Sound System)
- Genre : film musical
- Durée : 67 minutes
- Date de sortie :
  - États-Unis : 15 juillet 1946

## Distribution
- Frances Langford : Louise Anderson
- Ralph Edwards : Eddie Clark
- Russell Wade : Patrick Ransom, Jr.
- Iris Adrian : Montana Jones
- Richard Martin : Jim Wilson
- Jane Greer : Eileen Sawyer
- Glen Vernon : "Shorty" Parker
- Paul Harvey : Patrick Ransom, Sr.
- Regina Wallace : Mme Ransom
- Jean Brooks : Marsha
- Dorothy Vaughan : "Mom"

## chansons du film
- "I'm Good for Nothing but Love", "Dreaming out Loud", "Moonlight over the Islands", "Right Along about Evening", musique et paroles de Mort Greene et Lew Pollack, interprétée par Frances Langford
- "Right Along about Evening", musique et paroles de Mort Greene et Lew Pollack, interprétée par Frances Langford, Paul Harvey, Ralph Edwards, Iris Adrian et Regina Wallace